# Markel Susaeta
Markel Susaeta, teljes nevén Markel Susaeta Laskurain spanyol labdarúgó, a Macarthur játékosa.

## Család
Unokatestvére, Néstor Susaeta szintén labdarúgó, jelenleg a Rayo Majadahonda játékosa. Szintén középpályás.

## Karrierje
Az Athletic Club neveltjeként 2005-ben mutatkozhatott be a klub harmadik számú csapata, a CD Baskonia színeiben. Egy szezon után került a Bilbao Athletichez. Itt a 2006-07-es szezonban, valamint az ezt követő idény elején szerepelt, ezalatt negyvenegy mérkőzésen játszott, amelyen 3 gólt lőtt. 2007 és 2019 között az első csapat tagja volt. Legsikeresebb szezonjai a 2007-08-as és a 2009-10-es voltak, amikor egyaránt négy-négy gólt szerzett. 2020 januárjában a Melbourne City játékosa lett. Novemberben a Macarthur csapatába igazolt.
Játszott a spanyol U21-es válogatottban is, 2007 és 2008 között összesen három találkozón kapott lehetőséget.

## Statisztika
| Teljesítmény klubjában | Teljesítmény klubjában | Teljesítmény klubjában | Bajnokság | Bajnokság | Kupa         | Kupa         | Nemzetközi | Nemzetközi | Összesen | Összesen |
| Szezon                 | Klub                   | Bajnokság              | Mérk.     | Gól       | Mérk.        | Gól          | Mérk.      | Gól        | Mérk.    | Gól      |
| Spanyolország          | Spanyolország          | Spanyolország          | Bajnokság | Bajnokság | Copa del Rey | Copa del Rey | Európa     | Európa     | Összesen | Összesen |
| ---------------------- | ---------------------- | ---------------------- | --------- | --------- | ------------ | ------------ | ---------- | ---------- | -------- | -------- |
| 2005–06                | Baskonia               | Tercera División       | 36        | 4         | -            | -            | -          | -          | 36       | 4        |
| 2006–07                | Bilbao Athletic        | Segunda División B     | 36        | 3         | -            | -            | -          | -          | 36       | 3        |
| 2007–08                | Bilbao Athletic        | Segunda División B     | 5         | 0         | -            | -            | -          | -          | 5        | 0        |
| 2007–08                | Athletic Club          | La Liga                | 29        | 4         | 5            | 2            | -          | -          | 34       | 6        |
| 2008–09                | Athletic Club          | La Liga                | 34        | 1         | 6            | 0            | -          | -          | 40       | 1        |
| 2009–10                | Athletic Club          | La Liga                | 35        | 4         | 1            | 0            | 9          | 0          | 45       | 4        |
| 2010–11                | Athletic Club          | La Liga                | 5         | 0         | 0            | 0            | -          | -          | 5        | 0        |
| 2011–12                | Athletic Club          | La Liga                | 38        | 6         | 9            | 2            | 16         | 5          | 63       | 13       |
| 2012–13                | Athletic Club          | La Liga                | 36        | 7         | 2            | 0            | 8          | 4          | 46       | 11       |
| 2013–14                | Athletic Club          | La Liga                | 38        | 6         | 5            | 1            | 0          | 0          | 43       | 7        |
| 2014–15                | Athletic Club          | La Liga                | 31        | 1         | 8            | 1            | 9          | 1          | 48       | 3        |
| 2015–16                | Athletic Club          | La Liga                | 28        | 3         | 4            | 0            | 13         | 0          | 47       | 5        |
| 2016–17                | Athletic Club          | La Liga                | 26        | 1         | 3            | 0            | 7          | 0          | 36       | 1        |
| 2017–18                | Athletic Club          | La Liga                | 30        | 3         | 1            | 0            | 13         | 0          | 44       | 3        |
| Összesen               | Spanyolország          | Spanyolország          | \|353     | 37        | 47           | 6            | 75         | 12         | 475      | 55       |
| Karrierje összesen     | Karrierje összesen     | Karrierje összesen     | \|430     | 44        | 47           | 6            | 75         | 12         | 552      | 62       |

## Sikerei, díjai
- Athletic Club
  - Spanyol szuperkupa: 2015

## Külső hivatkozások
- Adatlapja az Athletic Bilbao honlapján
- BDFutbol